# Pediobius narangae
Pediobius narangae är en stekelart som beskrevs av Mao-Ling Sheng och Wang 1994. Pediobius narangae ingår i släktet Pediobius och familjen finglanssteklar. Inga underarter finns listade i Catalogue of Life.